# Strijkkwartet nr. 4 (Sjostakovitsj)
Dmitri Sjostakovitsj's Strijkkwartet Nr. 4 in D majeur (opus 83) werd geschreven in 1949.
Het werk bestaat uit vier delen:
1. Allegretto
2. Andantino
3. Allegretto
4. Allegretto

Strijkkwartet nr. 1 · Strijkkwartet nr. 2 · Strijkkwartet nr. 3 · Strijkkwartet nr. 4 · Strijkkwartet nr. 5 · Strijkkwartet nr. 6 · Strijkkwartet nr. 7 · Strijkkwartet nr. 8 · Strijkkwartet nr. 9 · Strijkkwartet nr. 10 · Strijkkwartet nr. 11 · Strijkkwartet nr. 12 · Strijkkwartet nr. 13 · Strijkkwartet nr. 14 · Strijkkwartet nr. 15